# Cryptonevra inquilina
Cryptonevra inquilina är en tvåvingeart som beskrevs av Kanmiya 1983. Cryptonevra inquilina ingår i släktet Cryptonevra och familjen fritflugor. Inga underarter finns listade i Catalogue of Life.